# Doktor teologie

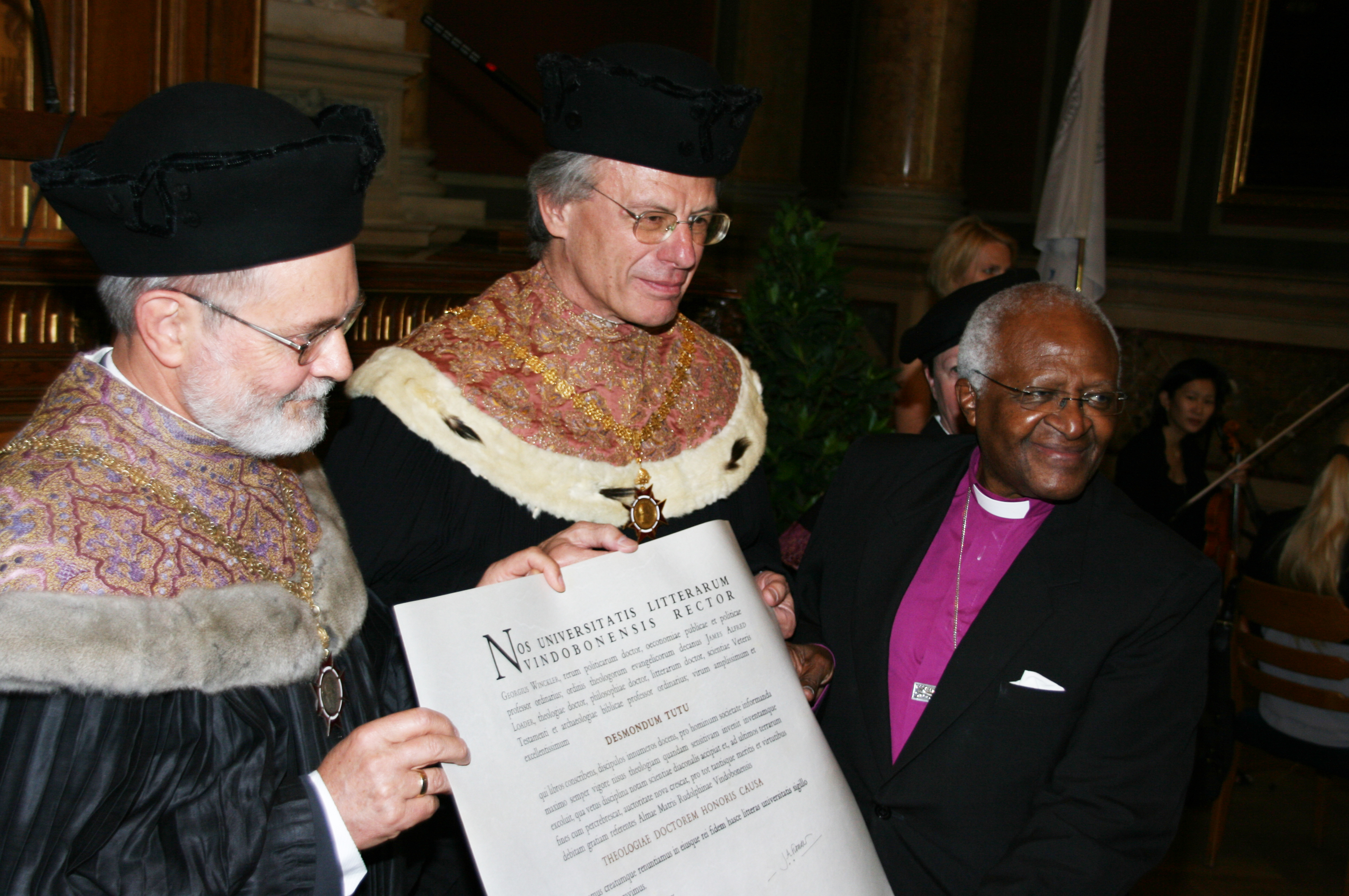
Dne 12. června 2009 udělila Vídeňská univerzita Desmondu Tutuovi titul „Doctor Theologie honoris causa“ (čestný doktor teologie). Fakulta protestantské teologie a Senát založili rozhodnutí na Tutuově vynikajícím úspěchu v rozvoji a ustavení toho, co lze nazvat „ubuntu-teologií“, jeho projevem toho, co se stalo známým jako „veřejná teologie“. Integrací principů jihoafrické filozofie ubuntu se svým teologickým myšlením významně přispěl nad rámec klasické teologie osvobození.

Doktor teologie (z lat. theologiae doctor) je akademický titul, který je v současné době udělován vysokými školami v oblasti teologie (bohosloví). Tento titul obvykle udělují teologické fakulty, přičemž je zkracován jako ThDr. (před jménem). Podmínkou k jeho obdržení je již získaný titul magistr (Mgr.) a složení příslušně rigorózní zkoušky, jejíž součástí je i obhajoba rigorózní práce. V současné době se tak jedná o fakultativní zkoušku zpravidla spojenou s poplatky – nikoli o další formální studium, resp. kvalifikaci. Úroveň dosažené kvalifikace je 7 v ISCED (master's degree, stejná jako Mgr.), přičemž někdy též bývá ThDr. označován, tak jako ostatní tituly získané tímto řízením, jako tzv. malý doktorát.
Mezi lety 1998–2016 byl též v Česku vedle toho udělován i titul „doktor teologie“, ovšem ve zkratce (za jménem, odděleno čárkou) Th.D., což byl tzv. velký doktorát (8 v ISCED), který byl dosahován dalším 3–4letým studiem v doktorském studijním programu.
Po řádném ukončení magisterského studia (Mgr./ThDr./ThLic.) je tedy rovněž možné následně studovat v dalším stupni studia, tedy v doktorském studijním programu, přičemž dnes je již i v této oblasti udělován standardní vědecký titul „doktor“ (Ph.D.) – ten se tak nyní uděluje ve všech oblastech, včetně umělecké i náboženské.
Pokud to umožňuje vnitřní předpis školy, resp. příslušný rigorózní řád, může nositel titulu magistr (Mgr.) případně požádat o to, aby mu byla stejná předložená magisterská (diplomová) práce, či event. disertační práce, rovněž uznána i jako rigorózní práce. Rigorózum je ovšem v těchto případech v Česku finančně podmíněno – poplatky s tímto spojené jsou pak příjmem dané vysoké školy.

## Historie
Doktor teologie byl ve své postgraduální variatně (Th.D.) dříve udělován po absolvování zmíněného doktorského studia („postgraduální studium“) a obhajobě disertační práce (zpravidla další tři roky studia). Teologický titul Th.D. je tedy ekvivalentem titulu Ph.D. Mírný zmatek může způsobit skutečnost, že zákonodárce oba akademické tituly pojmenoval stejně a odlišil je pouze zkratkou. Další zmatek působí skutečnost, že před rokem 1990 byl titul ThDr. (před jménem) udělován teologickými fakultami v Česku na základě absolvování doktorského studia a obhajoby disertační práce, takže týž titul z období před rokem 1990 a po roce 1998 označuje různou kvalifikaci (ISCED). Na internetových stránkách Ústavu pro jazyk český byla navíc dříve kritizována pravopisná podoba zkratky, podle názoru jazykové poradny ÚJČ by české tradici odpovídala spíše zkratka ThD.

### Do roku 1953
Doktor teologie byl dříve udílen vedle dalších doktorátů, a to ve variantě ThDr. Doktorát teologie (případně též Dr. theol.) bylo dříve za Rakouska i za první československé republiky možné získat po absolvování čtyř rigorózních zkoušek během studia a po sepsání a obhájení disertační práce. První rigorózum bylo zaměřeno na biblické studium Starého a Nového zákona, druhé na církevní dějiny a církevní právo, třetí na dogmatickou a fundamentální teologii a čtvrté na teologii morální a pastorální. Později byla rigorózní zkouška již jen jedna.

### Po roce 1953
Po převzetí moci komunisty byl následně roku 1950 přijat Nejedlého zákon o vysokých školách, který od roku 1953 zrušil tituly a stavovská označení pro nové absolventy a udíleny tak byly pouze profesní označení (např. promovaný právník atp.). Od roku 1966 pak byla provedena určitá reforma.

### Po roce 1990
Po revoluci se přešlo na trojstupňový systém studia a novým vysokoškolským zákonem z roku 1990 byly tzv. (fakultativní) malé doktoráty („rigorózní doktoráty“) zrušeny – ThDr. tak udělován nebyl. Po absolvování „vysokoškolského studia“ (dnes magisterský studijní program, 7 v ISCED, master's degree) tak byl udělován titul magistra (Mgr.), obdobně jako v jiných zemích, kde jsou podmínky pro získání doktorátu („disertační doktorát“) obtížnější. „Postgraduální studium“ (dnes doktorský studijní program, 8 v ISCED, doctor's degree) pak bylo spjato s titulem doktor (Dr.).
Boloňský proces následně sjednotil evropské vysokoškolské vzdělávání. Pro nesouhlas se stavem, kdy nebyly udělovány tzv. (fakultativní) malé doktoráty, byl od přijetí nového vysokoškolského zákona v roce 1998, titul „doktor teologie“ (ThDr.) znovu udělován, a to po dodatečné a zpoplatněné rigorózní zkoušce – jeho udělení tak nepředchází žádné další formální studium. Tento stav, kdy se uděluje jak ThDr. (doktor teologie), tak Mgr. (magistr), přičemž oba označují de facto stejnou kvalifikaci (magisterskou úroveň, 7 v ISCED, master's degree), však bývá předmětem kritiky. Rovněž začal být od této doby obdobně udělován ekvivalent ThDr. – licenciát teologie (ThLic.), a to pouze v oblasti katolické teologie. Zaveden byl od té doby též stejný titul „doktor teologie“, ale s odlišnou zkratkou (Th.D., „disertační doktorát“) pro absolventy doktorských studijních programů (do té doby „postgraduálního studia“), přičemž „doktor teologie“ se tak stal jediným titulem, který měl ze zákona dvě různé zkratky a značil dvě různé kvalifikace (úrovně).
Zákon o vysokých školách byl ale nakonec novelizován tak, že udílení postgraduálního titulu Th.D. bylo od září 2016 zrušeno, všichni absolventi doktorského studijního programu získávají již pouze titul Ph.D. a doktorát teologie tedy zůstal jen v rigorózní formě ThDr. Dosavadní velké doktoráty teologie nicméně zůstaly zachovány, ačkoli každý jeho nositel může požádat o jeho nahrazení obecným titulem doktor (Ph.D.). Od roku 2016 též byla v zákoně upravena možnost udělovat ThLic. i v jiné oblasti teologie než pouze katolické, tedy nyní stejně jako ThDr.